# Thomas Strobl

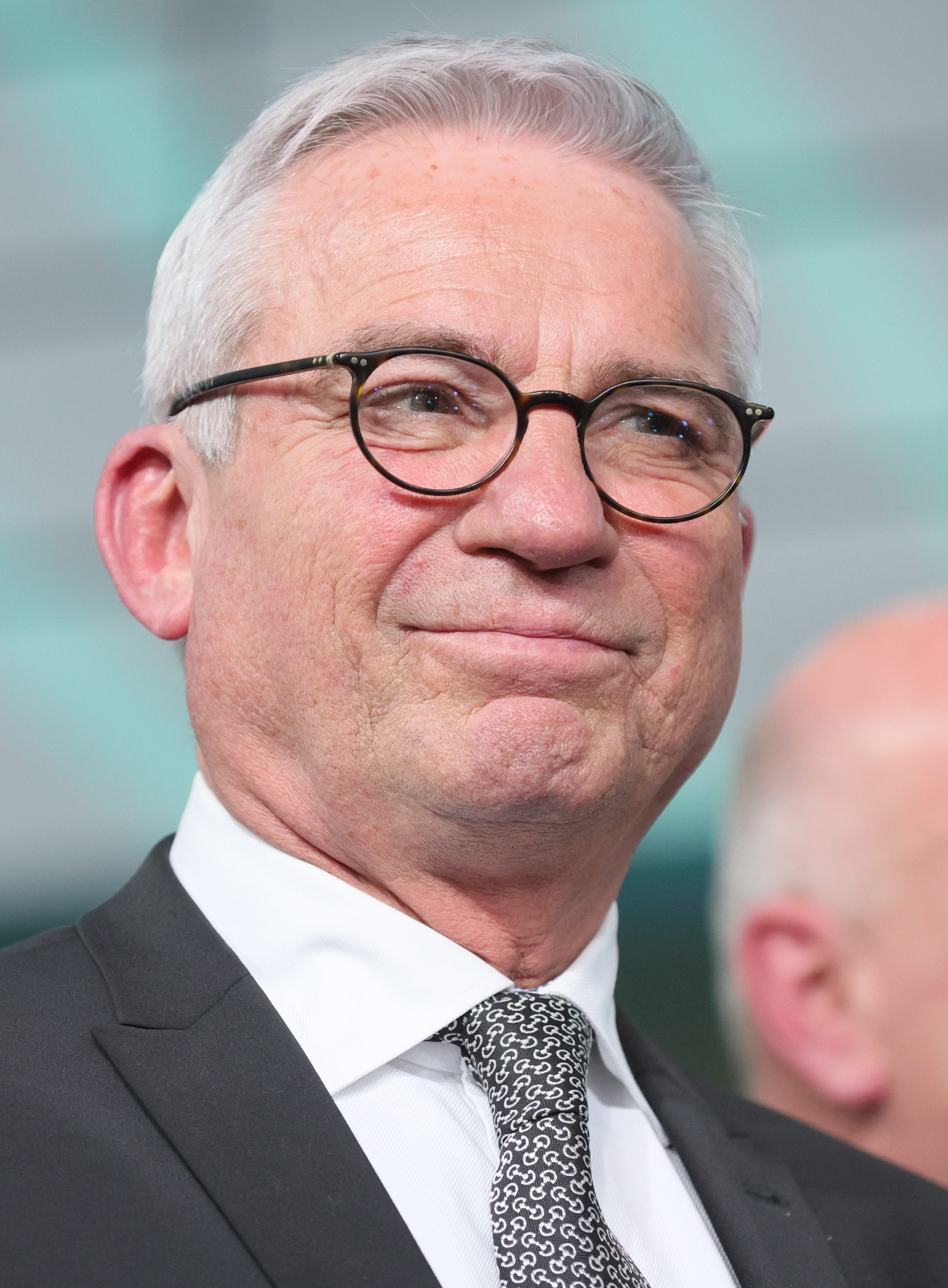
Thomas Strobl (2025)

Thomas Strobl (* 17. März 1960 in Heilbronn) ist ein deutscher Politiker (CDU). Seit dem 12. Mai 2016 ist er Innenminister des Landes Baden-Württemberg sowie stellvertretender Ministerpräsident, zunächst im Kabinett Kretschmann II und seit dem 12. Mai 2021 im Kabinett Kretschmann III.
Er war von 2011 bis 2023 Vorsitzender der CDU Baden-Württemberg. Von Dezember 2012 bis Januar 2022 war er einer von fünf stellvertretenden Vorsitzenden der CDU Deutschlands. Seit dem 13. Januar 2014 war Strobl einer der stellvertretenden Fraktionsvorsitzenden der CDU/CSU-Bundestagsfraktion, bis er im Juni 2016 aus dem Bundestag ausschied.

## Ausbildung und Beruf
Thomas Strobl wurde als Sohn des Sportredakteurs der Heilbronner Stimme Lothar F. Strobl und dessen Ehefrau Irene in Heilbronn geboren. Nach dem Besuch der Wartbergschule und dem Abitur 1979 am Robert-Mayer-Gymnasium in Heilbronn leistete Strobl weder Wehrdienst noch Zivildienst, sondern absolvierte ein Studium der Rechtswissenschaft an der Ruprecht-Karls-Universität Heidelberg, das er 1985 mit dem ersten juristischen Staatsexamen beendete. Nach dem Referendariat legte er 1988 das zweite Staatsexamen ab und war anschließend als wissenschaftlicher Mitarbeiter an der Universität Heidelberg und danach als parlamentarischer Berater beim Landtag von Baden-Württemberg tätig. Seit 1996 ist er selbständiger Rechtsanwalt in Heilbronn.

## Persönliches
Strobl ist seit 1996 mit Christine Strobl, ARD-Programmdirektorin und älteste Tochter des CDU-Politikers Wolfgang Schäuble, verheiratet. Er ist evangelisch.

## Parteilaufbahn
Als 16-jähriger Schüler begann Strobl, sich politisch zu engagieren: er und einige Gleichgesinnte gründeten den Arbeitskreis demokratischer Schüler als Gegengewicht zu den an seiner Schule sehr aktiven Jungsozialisten. 1976 trat er in die Junge Union und 1977 auch in die CDU ein.
Von 1995 bis 2005 war Strobl Vorsitzender des CDU-Kreisverbandes Heilbronn. Von 2001 bis 2011 war er stellvertretender Vorsitzender des CDU-Bezirksverbandes Nordwürttemberg.
Am 29. April 2005 wurde er zum Generalsekretär der CDU Baden-Württemberg gewählt. In dieser Funktion war er verantwortlich für die Herausgabe des Liederbuchs der CDU Lied.Gut. Als sich herausstellte, dass in diesem Büchlein, das schon seit 20 Jahren von der CDU Baden-Württemberg herausgegeben wurde, auch das Panzerlied aus der Zeit des Nationalsozialismus enthalten war, distanzierten sich Strobl und der damalige Ministerpräsident und CDU-Landesvorsitzende Günther Oettinger von diesem Lied, das sie nicht kannten. Strobl wollte das Lied bei der nächsten Auflage nicht mehr abdrucken lassen. Sein Vorgesetzter Oettinger entschied, das Büchlein sofort einstampfen zu lassen.
Von 2008 bis 2010 war Strobl Vorsitzender des Bundesfachausschusses Wirtschafts-, Haushalts- und Finanzpolitik der CDU Deutschlands.

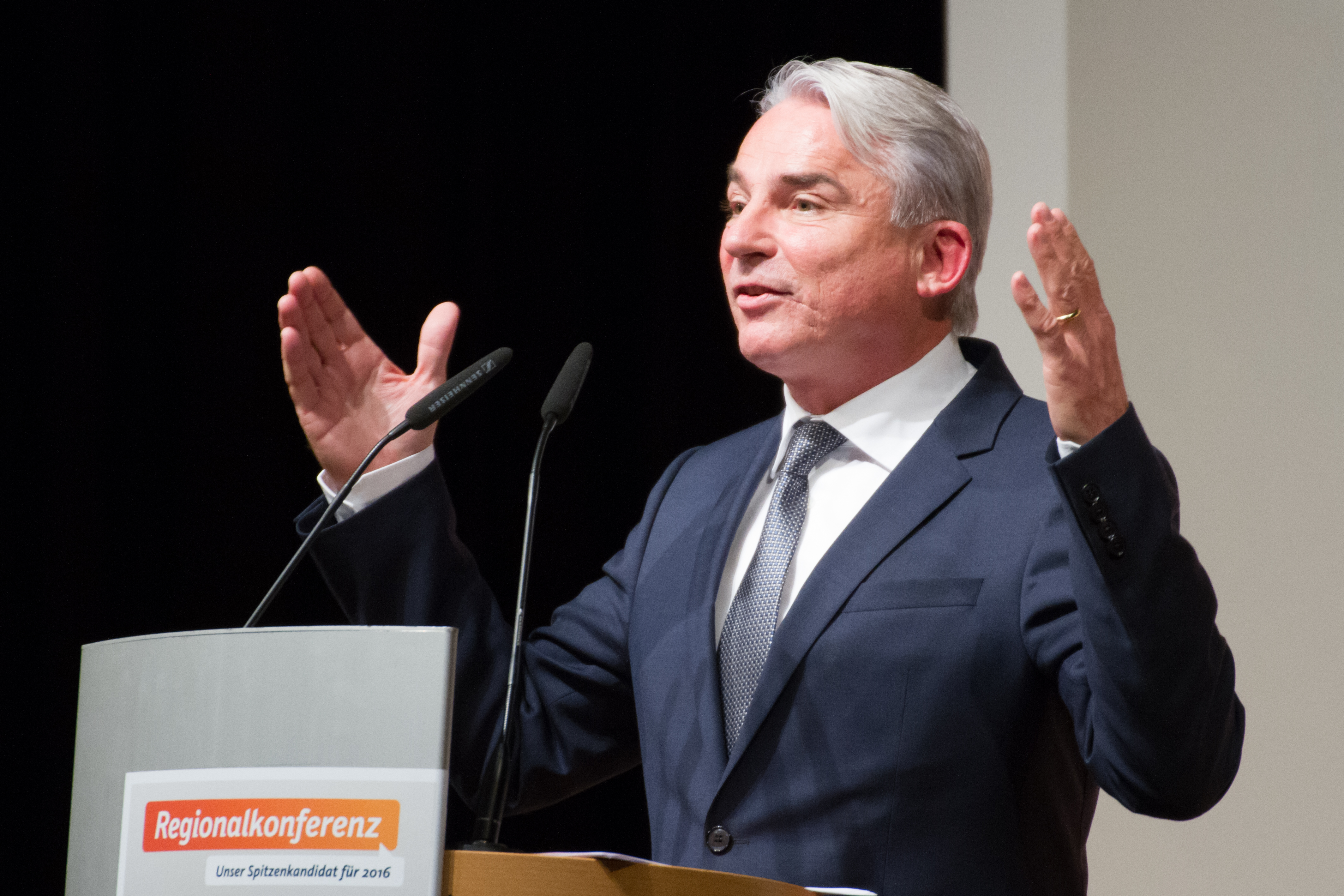
Strobl 2014 während einer Bewerbungsrede für die Spitzenkandidatur in Baden-Württemberg 2016

Am 21. April 2011 erklärte Strobl, auf dem Landesparteitag der CDU Baden-Württemberg am 23. Juli 2011 für die Nachfolge von Stefan Mappus im Amt des Landesvorsitzenden zu kandidieren. Mappus hatte nach dem Verlust der Regierungsbeteiligung infolge der Landtagswahl 2011 sein Amt zur Verfügung gestellt. Als Strobls Kandidatur innerhalb der CDU keine ungeteilte Zustimmung fand, erklärte am 27. Juni 2011 der Aalener Landtagsabgeordnete Winfried Mack, sich ebenfalls um den Landesvorsitz zu bewerben. Bei der Wahl erhielt Strobl 63,6 Prozent der Stimmen und wurde damit zum Landesvorsitzenden gewählt, Mack erhielt 36,4 Prozent. Strobl bewarb sich 2014 als Spitzenkandidat der CDU Baden-Württemberg für die Landtagswahl 2016. Er unterlag in der Mitgliederbefragung Guido Wolf mit 44,1 % gegen 55,9 % der Stimmen. Beim CDU-Landesparteitag am 13. November 2021 wurde er ohne Gegenkandidat mit 66,5 % erneut zum Landesvorsitzenden gewählt. Es war das zweitschlechteste Ergebnis seit seiner ersten Wahl; damals hatte er einen Gegenkandidaten. Strobl wurde wegen der schwachen CDU-Ergebnisse bei den beiden Wahlen 2021 parteiintern kritisiert. Am 18. November 2023 wurde Manuel Hagel zu seinem Nachfolger als Landesvorsitzender gewählt.
Von 2012 bis 2022 war er einer der fünf stellvertretenden CDU-Vorsitzenden.

## Politische Mandate
Von 1989 bis 2016 gehörte Strobl dem Gemeinderat seiner Heimatstadt Heilbronn an und war von 1997 bis 2003 Vorsitzender der CDU-Fraktion. 1994 bis 2012 war er Mitglied im Regionalverband Heilbronn-Franken und Vorsitzender der CDU-Fraktion.
Von Herbst 1998 bis Juni 2016 war Strobl Mitglied des Deutschen Bundestages. Hier war er von 2002 bis 2005 Stellvertretender Vorsitzender des Bundestagsausschusses für Wahlprüfung, Immunität und Geschäftsordnung; im 16. und 17. Deutschen Bundestag war er dessen Vorsitzender. Ab 2009 war er zudem Mitglied des Ältestenrates und Vorsitzender der baden-württembergischen CDU-Landesgruppe, außerdem wechselte er sich von 2010 bis 2013 im Vorsitz des Vermittlungsausschusses vierteljährlich mit Jens Böhrnsen, dem Vertreter des Bundesrates, ab.
Strobl zog stets als direkt gewählter Abgeordneter des Wahlkreises Heilbronn in den Bundestag ein. Bei der Bundestagswahl 2013 erhielt er hier 51,4 % (2009: 44,2 %, 2005: 50,3 %) der Erststimmen. Im Juni 2016 legte er, nachdem er zum Landesminister ernannt worden war, sein Mandat nieder; für ihn rückte Iris Ripsam in den Bundestag nach. Er war bis dahin Mitglied der Europa-Union Parlamentariergruppe Deutscher Bundestag.
Am 12. Mai 2016 wurde er im Kabinett Kretschmann II zum Minister für Inneres, Digitalisierung und Migration, stellvertretenden Ministerpräsidenten und Landesbeauftragten für Vertriebene und Spätaussiedler in Baden-Württemberg ernannt. Bei der Landtagswahl in Baden-Württemberg 2021 kandidierte er im Wahlkreis Heilbronn erfolglos für ein Mandat. Seit dem 12. Mai 2021 ist er im Kabinett Kretschmann III weiterhin stellvertretender Ministerpräsident und Minister des Inneren, für Digitalisierung und Kommunen. Bei der Landtagswahl 2026 kandidiert er erneut im Wahlkreis Heilbronn.
Auf Vorschlag der CDU-Landtagsfraktion Baden-Württemberg war Strobl Mitglied der 17. Bundesversammlung.

## Mitgliedschaften
Strobl ist Mitglied der pflichtschlagenden Heidelberger Studentenverbindung Alte Leipziger Landsmannschaft Afrania. Seit September 2014 ist er Botschafter des Vereins miteinander e. V., der sich für Projekte für Kinder und Jugendliche engagiert. Strobl ist Mitglied des Heilbronner Vereins Württemberger Gesellschaft e. V. Er ist langjähriges Mitglied der Europa-Union Deutschland.

## Positionen

### Internetsperren
Strobl unterstützte den Versuch von Bundesfamilienministerin Ursula von der Leyen, Internetseiten zur Bekämpfung der Kinderpornografie zu sperren (vgl. Gesetz zur Bekämpfung der Kinderpornografie in Kommunikationsnetzen).
Im Juni 2009 äußerte Strobl gegenüber abgeordnetenwatch.de, dass er die von von der Leyen initiierte Infrastruktur zur Sperrung von Webinhalten, die eigentlich nur für kinderpornografische Inhalte angewendet werden soll, auch zur Sperrung von sogenannten Killerspielen zu verwenden gedenkt.

Auf Nachfrage des Kölner Stadt-Anzeigers erklärte Strobl: 
„Wir prüfen das ernsthaft … wir gehen nach Winnenden nicht zur Tagesordnung über. Wenn es einen Nachweis gibt, dass sich Killerspiele negativ auf das Verhalten Jugendlicher auswirken, dann kann das Internet kein rechtsfreier Raum sein.“

### Vorratsdatenspeicherung
Nachdem der Europäische Gerichtshof im April 2014 die EU-Richtlinie zur Vorratsdatenspeicherung für rechtswidrig erklärt hatte, forderte Strobl im selben Monat eine Einführung auch ohne neue EU-Richtlinie.

### Wahlcomputer
Nach dem Wahlcomputerurteil des Bundesverfassungsgerichts vom 3. März 2009 sagte Strobl, zu dieser Zeit Vorsitzender des Wahlprüfungsausschusses: „Ich bin als Abgeordneter nicht dazu da, zu kontrollieren, ob die Exekutive ihre Arbeit richtig macht“. In einer Presseerklärung vor der Verkündung des Urteils erklärte er, dass der Wahlprüfungsausschuss festgestellt habe, dass Wahlen mit diesen Geräten als sicher anzusehen seien.

### Stuttgart 21
Strobl ist Befürworter des Bahnhofsprojektes Stuttgart 21. Dabei unterstellte er Walter Sittler, einem der prominentesten Gegner des Projektes, ein „mangelndes Demokratieverständnis“ und bezeichnete Sittler als „jemand, der in Wahrheit mit unserer Demokratie nichts am Hut hat“, da Sittlers Vater einst Mitglied in der NSDAP war. In den Medien wurde Strobl anschließend für diese „Sippenhaft“ kritisiert. In einem Newsletter hatte Strobl ein Foto Sittlers veröffentlicht und mit der Behauptung versehen: „Sein Vater war Nazi-Funktionär und arbeitete für Reichspropagandaminister Joseph Goebbels: Walter Sittler, Propagandist der S21-Bewegung.“ Nach Aussage Sittlers war sein Vater kein Funktionär, sondern NSDAP-Mitglied und habe nicht für das Reichspropagandaministerium, sondern für das Auswärtige Amt gearbeitet. Nach entsprechenden Aufforderungen entschuldigte sich Strobl schließlich für seinen Nazi-Vergleich, er sei „über das Ziel hinausgeschossen“. Sittler akzeptierte seine Entschuldigung. Die SPD-Bundestagsfraktion sah Strobl dennoch als Vorsitzenden des Vermittlungsausschusses für Stuttgart 21 nicht mehr haltbar und forderte personelle Konsequenzen.

### Gleichstellung homosexueller Lebenspartnerschaften
Strobl setzte sich Anfang 2013 für die rechtliche Gleichstellung von Lebenspartnerschaften mit der Ehe beim Ehegattensplitting ein. Er sagte der Bild-Zeitung: „Ich halte es für sinnvoll, mit der nun vom Verfassungsgericht vorgeschriebene[n] Sukzessivadoption gleichzeitig auch das Ehegattensplitting für Homo-Paare einzuführen, statt darauf zu warten, bis uns Karlsruhe auch diese Gleichstellung vorschreibt.“

### Flüchtlinge in Deutschland
Strobl sprach sich im Herbst 2015 angesichts der damaligen Flüchtlingssituation für Gesetzesverschärfungen im Asylrecht, das Asylpaket von CDU/CSU, aus. In der Bundestagsdebatte dazu sagte Strobl: „Die Gesetze macht bei uns in Deutschland nicht der Prophet, die macht bei uns in Deutschland das Parlament.“ Im September 2016 warf Strobl in einer TV-Debatte der AfD vor, eine antieuropäische und antichristliche Partei zu sein, die das Abendland verrate. „Christen machen nicht die Tür zu gegenüber Leuten, die vor Gewalt und Not fliehen“, so Strobl.
Im November 2016 sagte er, es brauche „Herz und Härte“; er sei „nicht bereit, massive, importierte Kriminalität zu akzeptieren“. Auf dem CDU-Parteitag 2016 wurden von Strobl beantragte Änderungen zu verschärften Abschieberegelungen
weitgehend in den Leitantrag übernommen.
Im Juni 2018 forderte Strobl Bundeskanzlerin Merkel dringlich auf, sich für eine „nachhaltige Reform“ der Dublin-Verfahren und des Europäischen Asylsystems einzusetzen.
Nach den Ausschreitungen und Plünderungen in Stuttgart 2020 forderte Strobl im Interview mit der Bild, man solle „es mit Multikulti nicht übertreiben“.

### Cannabisgesetz
Die im Februar 2024 vom Kabinett Scholz beschlossene Legalisierung von Cannabis lehnt Strobl ab. Unter anderem monierte er im März 2024, dass die Innenminister der Länder dabei übergangen wurden: „Die Diskussion beim Cannabis-Gesetz ist völlig verrutscht: Es muss uns doch darum gehen, die Menschen im Land wirksam vor den negativen Folgen des Cannabis-Konsums zu schützen – und nicht, Alternativen zum Schwarzmarkt anzubieten und damit obendrein ein Bürokratiemonster für Polizei und Justiz aufzubauen. […] Die Ampel-Arroganz gegenüber allen 16 Innenministern, die unabhängig von ihrer Parteizugehörigkeit vor der Cannabis-Freigabe warnen, ist unerträglich.“

## Polizei-Affäre
2022 ermittelte die Staatsanwaltschaft Stuttgart gegen Strobl wegen des Verdachts der Anstiftung zur verbotenen Mitteilung über Gerichtsverhandlungen gemäß § 353d StGB, der die Veröffentlichung einer Anklageschrift oder anderer amtlicher Dokumente eines Strafverfahrens verbietet, bevor sie in öffentlicher Verhandlung erörtert wurden. Strobl hatte am 4. Mai 2022 in einer Sondersitzung des Innenausschusses des Landtags Baden-Württemberg bestätigt, ein offizielles Schreiben des Anwalts des Inspekteurs der Polizei Baden-Württemberg, Andreas Renner, an einen Journalisten weitergegeben zu haben. Es sei ihm dabei darum gegangen, „Schaden von der Landespolizei abzuwenden“, sagte Strobl. Renner steht unter Verdacht, einer Kriminalkommissarin, die in den höheren Dienst wechseln wollte, gegen Sex eine Beförderung angeboten zu haben.
Der Fall ging als Strobl-Affäre durch die Presse und sorgte für viel Kritik an Strobl. SPD, FDP/DVP und AfD forderten zunächst Strobl zum Rücktritt auf und später von Ministerpräsident Winfried Kretschmann, Strobl zu entlassen. Auch die Polizeigewerkschaften kritisierten Strobl in diesem Zusammenhang, ebenso der Geschäftsführer des Landesverbands Baden-Württemberg des Deutschen Journalisten-Verbands. Laut SPD und FDP könnte es sich bereits bei der Ernennung Renners auf Betreiben Strobls hin um Machtmissbrauch durch Strobl gehandelt haben.
Am 1. Juni 2022 stimmten alle Fraktionen des Landtags dafür, einen Untersuchungsausschuss zur Klärung der Affäre einzusetzen.
Am 21. Oktober 2022 wurde berichtet, dass Strobl das Angebot der Staatsanwaltschaft annehme, eine Auflage von 15.000 € zu bezahlen, damit das Strafverfahren eingestellt werde.

## Auszeichnungen
Bundespräsident Joachim Gauck zeichnete Strobl 2015 mit dem Bundesverdienstkreuz am Bande aus, das ihm am 16. Dezember von Bundestagspräsident Norbert Lammert überreicht wurde.